# Nature (rappare)
Nature, egentligen Jermaine Baxter, född 5 December 1973, är en amerikansk rappare från Queensbridge, Queens, New York.

## Diskografi
- 2000 – For All Seasons
- 2002 – Wild Gremlinz